# Часослов
Часосло́в (часо́вник, часосло́вец, от церк.-слав. часословъ — калька от греч. ὡρολόγιον, орологион) — богослужебная книга, содержащая неизменяемые молитвословия суточного богослужебного круга, предназначенные для исполнения чтецами и певчими. Получил своё название от изложенных в нём чинопоследований часов.
Различают два вида часословов — великий (для шести служб) и малый, последний есть сокращение первого. На Руси по «малому» учили читать, и он даже специально издавался с учебной целью.
В западной традиции структура службы часов и самого часослова несколько отличается (см. оффиций). Средневековые богато иллюстрированные рукописные часословы для частного пользования — шедевры среди иллюминированных рукописей.

## Этимология
Книга получила своё название от службы часов, которую она содержит. Часослов служит руководством для чтецов и певцов на клиросе.
Название книги ὡρολόγιον верно переводится на славянский как «часовник», это название и было на Руси до Книжной справы, поскольку ὡρολόγιον образовано от слов ὥρα («час») и λέγω («собирать»), то есть сборник служб часов. Название было изменено в середине XVII века, была сделана ошибочная калька, когда вторую часть названия книги λόγιον неверно перевели как «слово». Название книги «часовник» заменили в результате церковной реформы патриарха Никона на «часослов». В настоящее время название книги «часовник» сохранилось у старообрядцев.

## История
Первоначальное составление часослова приписывается преподобному Савве Освященному, включившего в него чинопоследования ежедневных церковных служб. Дополнения к часослову сделаны, как полагают, святыми Иоанном Дамаскиным и Феодором Студитом.
Часословы в виде книг появились в Западной Европе в XIII веке, однако особенное распространение получили в XIV—XV веках, в связи с ростом грамотности. Их изготовляли в ремесленных мастерских всех стран Европы, наибольшую популярность обрели французские и фламандские.

## Содержание
В нынешнее время в часослове РПЦ печатаются:
- Полунощница вседневная,
- Полунощница субботняя,
- Полунощница воскресная,
- Последование утрени,
- Час первый (в Следованной Псалтири с междочасием 1-го часа),
- Час третий (в Следованной Псалтири с междочасием 3-го часа),
- Час шестый (в Следованной Псалтири с междочасием 6-го часа),
- Последование изобразительных,
- Чин о панагии,
- Час девятый (в Следованной Псалтири с междочасием 9-го часа),
- Последование вечерни,
- Молитвы в трапезе,
- Великое повечерие,
- Малое повечерие,
- Кафизма 17,
- Отпустительны (тропари) воскресные восьми гласов с Богородичными и кондаками,
- Богородичны отпустительнии, поемые в седмичные дни,
- Отпустительнии тропари седмичные с Богородичными,
- Последование общего молебна с каноном Богородице,
- Тропари воскресные, поемые по Непорочных (обычно на полиелее),
- Тропари, поемые по Непорочных в субботу (заупокойные),
- Тропари, поемые на молебнах (печатаются только часто употребляемые),
- Особые молебные прошения (из требника тропари с кондаками, богородичными, прокимнами, евангельскими зачалами, ектениями и молитвами на разные потребы),
- Наставление, как вести себя православному христианину в храме Божием.

Кроме того, «часослов» может содержать утренние молитвы, молитвы на сон грядущий, избранные тексты Пасхальной недели и других больших праздников или постов.
См. также текст «Часослова»